# Pompeu Var
Pompeu Var (en llatí Pompeius Varus) va ser un polític romà, amic d'Horaci.
Va combatre junt amb el poeta a la batalla de Filipos. Sembla que va ser proscrit i va fugir l'any 43 aC cap a Sicília amb Sext Pompeu. Una de les Odes d'Horaci està dedicada a aquest Pompeu, en la qual el poeta el felicita per la seva inesperada tornada a la seva terra natal. Se suposa que aquesta Oda va ser escrita després de l'any 39 aC, quan els triumvirs van fer la pau amb Sext Pompeu i van permetre a molts exiliats de tornar a Roma. Però altres comentaristes, potser amb més credibilitat, consideren que s'hauria escrit l'any 31 aC, després de la batalla d'Àccium, i que Pompeu acollit al partit de Marc Antoni va ser perdonat per Octavi i el va fer tornar a Roma.